# Mahavihara
Le Mahāvihāra, signifiant « Grand monastère » en pâli, est le site principal du bouddhisme theravada au Sri Lanka. Il fut fondé au IIIe siècle av. J.-C. à Anuradhapura par le roi Dévānampiya Tissa (247-207 av. J.-C.). Les moines du Mahāvihāra couchèrent par écrit le canon bouddhique pali (Tipitaka) à l'époque de la naissance de Jésus-Christ.
Au IIIe siècle le Mahāvihāra fut détruit par le roi Mahasena, inspiré par le bouddhisme mahayana, mais fut reconstruit peu après. Le temple lutta contre les influences du mahāyāna et du vajrayāna jusqu'au XIe siècle, date à laquelle le théravāda devint religion d'État.
De nos jours, le Mahāvihāra représente le noyau le plus orthodoxe du bouddhisme théravāda.